# باشگاه فوتبال ملبورن ویکتوری
باشگاه فوتبال ملبورن ویکتوری (به انگلیسی: Melbourne Victory Football Club) یک باشگاه فوتبال استرالیایی است که در شهر ملبورن در ایالت ویکتوریای استرالیا قرار دارد. این باشگاه هم‌اکنون در ای-لیگ بازی می‌کند. ویکتوری با دو قهرمانی در ای-لیگ یکی از پرافتخارترین تیم‌های این لیگ است. این باشگاه نماینده استرالیا در لیگ قهرمانان آسیا نیز بوده‌است.

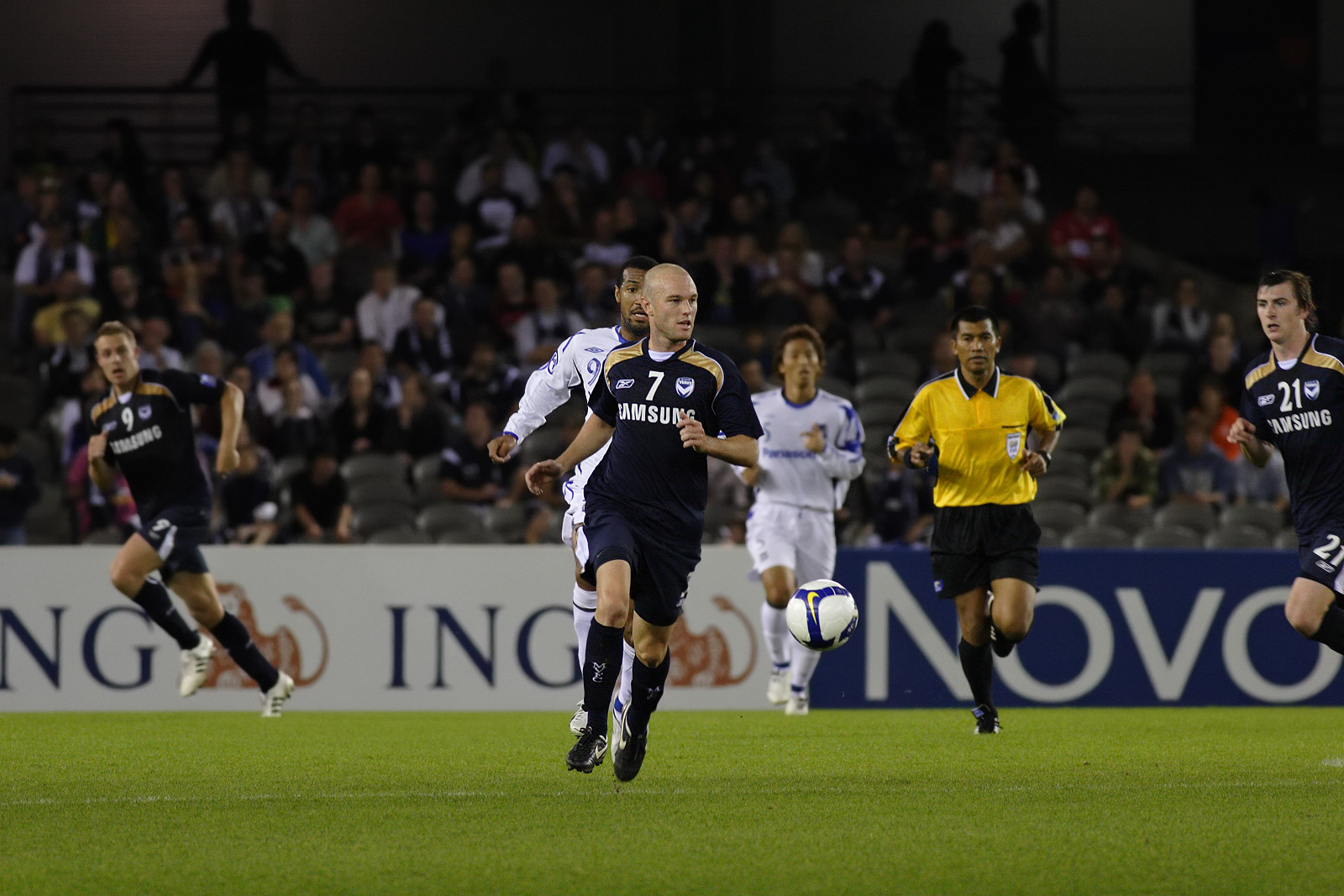
بازی ملبورن و گامبا اوزاکا در لیگ قهرمانان آسیا سال ۲۰۰۸

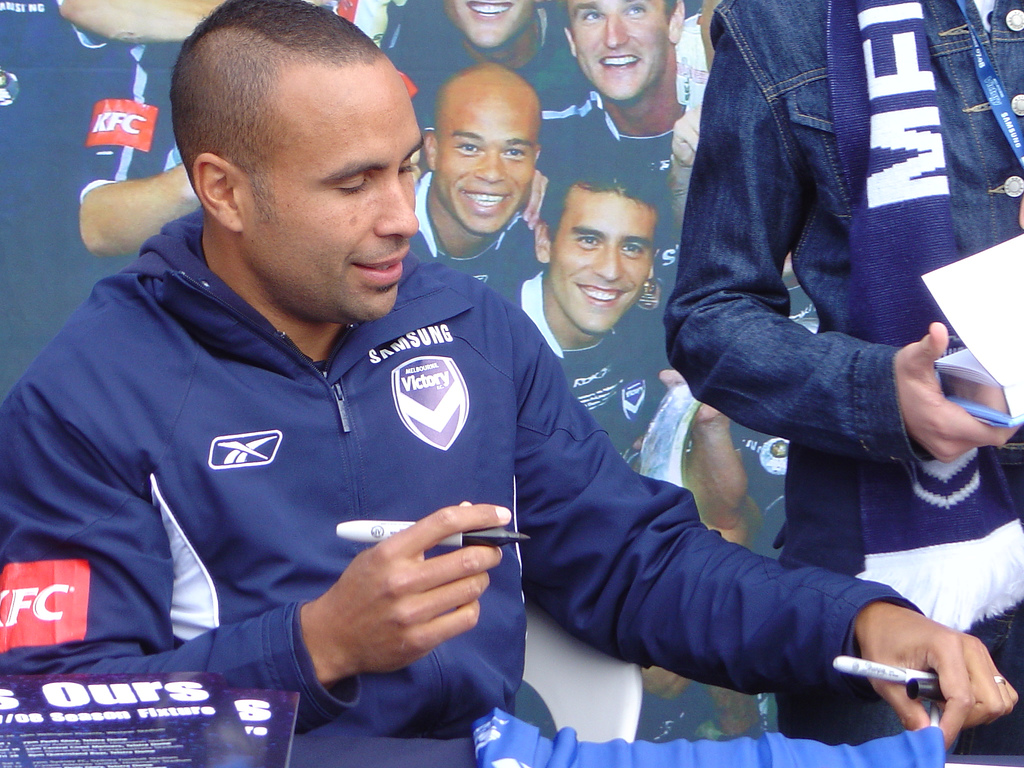
آرچی تامپسون، زننده بیشترین گل در تاریخ ملبورن ویکتوری